# Harač
Harač, osobni porez, glavarina u Osmanskom carstvu. Naplaćivao se je od svakog nemuslimana kao vrsta otkupa od ropstva. Davao je pravo na osobnu i imovinsku sigurnost. Harač je bio dokaz vjernosti sultanu pa kad bi neka pokrajina uskratila harač često bi počinjale bune. Harač se je dijelio po visini na tri klase: sala (visoki), evsat (srednji),  i edna (niski). U početku je harač bio zemljarina ali se ubrzo stopio s glavarinom (džizija).